# Vincent Le Blanc

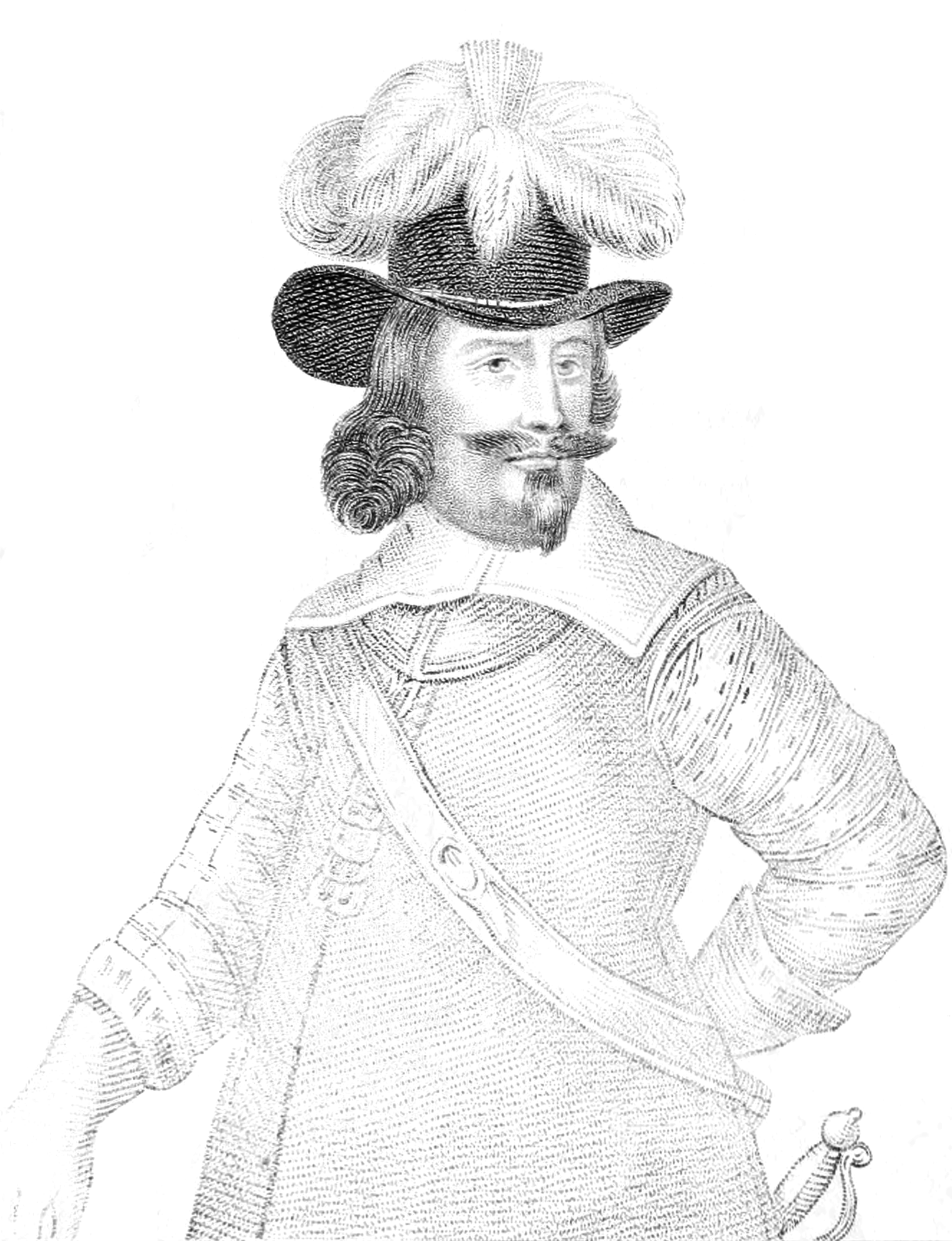
Vincent Le Blanc, Idealporträt von 1859

Vincent Le Blanc (* um 1553 in Marseille; † um 1633) war ein französischer Entdecker und Schriftsteller.

## Leben
Im Zuge seiner Reisen besuchte er oder gab vor besucht zu haben Vorder- und Hinterindien, Persien und Pegu, Fez, Marokko und Guinea, Afrika vom Kap der Guten Hoffnung bis Alexandria, die Inseln des Mittelmeeres und die vornehmsten europäischen Provinzen wie auch Nord- und Südamerika. Seine Memoiren wurden durch Pierre Bergeron zum Druck vorbereitet und schließlich durch Louis Coulon 1648 in Paris im Druck herausgegeben und vermischen Realitäten und fantastische Mythen zu einem abenteuerlichen Reisebericht.
Der Druck umfasst in der Erstausgabe rund 650 Seiten und behandelt im ersten Teil Asien, im zweiten Teil Afrika und im dritten Teil Amerika. Einen Schwerpunkt des Reiseberichts bildet das Reich Pegu im heutigen Myanmar. Le Blanc gibt im auf das Jahr 1631 datierten Vorwort an, er sei 78 Jahre alt und bereise seit mehr als 64 Jahren die Welt. Er habe sich aus Abenteuerlust mit noch nicht 14 Jahren im Jahr 1567 auf dem Schiff Nostre Dame de la Victoire nach Alexandria eingeschifft und so seine langjährigen Reisen begonnen. Das Schiff, das dem Kaufmann Robert Pontoyne und seinem Vater Rafael le Blanc gehört habe, habe ihn seit seiner Kindheit fasziniert und sei sein Lieblingsaufenthalt gewesen.

## Ausgaben
- Les voyages fameux du sieur Vincent Le Blanc, marseillois, qu’il a faits depuis l’aage [sic] de douze ans iusques à soixante, aux quatre parties du monde [microforme]: à scavoir aux Indes orientales & occidentales, en Perse & Pegu; aux royaumes de Fez, de Maroc, & de Guiné e, & dans toute l’Afrique interieure, depuis le cap de Bonne Esperance iusques en Alexandrie, par les terres de Monomotapa, du Preste Iean & de l’Egypte; aux isles de la Mediterranée, & aux principales prouinces de l’Europe, &c. (1648). archive.org